# 北拉纳克郡
北拉纳克郡（英語：North Lanarkshire），是英国苏格兰的32个一级行政区之一。地处最大城市格拉斯哥以东，人口众多，镇落密集。面积470km²，人口337,730（2013年）。行政中心在马瑟韦尔（Motherwell）。
马瑟韦尔有职业足球队，参加苏格兰足球超级联赛。
区域内还有一个著名小镇贝尔斯希尔，是许多知名人物的出生地。